# Associazione Calcio Pistoiese 2004-2005
Questa pagina raccoglie le informazioni riguardanti l'Associazione Calcio Pistoiese nelle competizioni ufficiali della stagione 2004-2005.

## Rosa
| N. |                     | Ruolo | Calciatore           |
| -- | ------------------- | ----- | -------------------- |
|    | Italia (bandiera)   | A     | Fabio Alteri         |
|    | Italia (bandiera)   | A     | Edoardo Artistico    |
|    | Italia (bandiera)   | D     | Maurizio Battistelli |
|    | Svizzera (bandiera) | P     | Ivan Benito          |
|    | Italia (bandiera)   | C     | Fabrizio Boccaccini  |
|    | Italia (bandiera)   | A     | Daniele Cacia        |
|    | Italia (bandiera)   | C     | Davide Carfora       |
|    | Italia (bandiera)   | A     | Alan Carlet          |
|    | Italia (bandiera)   | C     | Emmanuel Cascione    |
|    | Italia (bandiera)   | C     | Fabio Catacchini     |
|    | Italia (bandiera)   | D     | Lorenzo Collacchioni |
|    | Italia (bandiera)   | D     | Marco Comotto        |
|    | Italia (bandiera)   | C     | Bruno Di Napoli      |

| N. |                   | Ruolo | Calciatore        |
| -- | ----------------- | ----- | ----------------- |
|    | Italia (bandiera) | D     | Fabio Di Sole     |
|    | Italia (bandiera) | A     | Alessandro Frau   |
|    | Italia (bandiera) | C     | Andrea Gennari    |
|    | Italia (bandiera) | D     | Roberto Gimmelli  |
|    | Italia (bandiera) | A     | Marco Ianni       |
|    | Italia (bandiera) | P     | Guido Lippi       |
|    | Italia (bandiera) | A     | Omar Martinetti   |
|    | Italia (bandiera) | A     | Emiliano Melis    |
|    | Italia (bandiera) | C     | Marco Tufano      |
|    | Italia (bandiera) | C     | Francesco Valiani |
|    | Italia (bandiera) | D     | Fabio Vignati     |
|    | Italia (bandiera) | A     | Alberto Villa     |
|    | Italia (bandiera) | D     | Danilo Zini       |

## Risultati

### Campionato

#### Girone di andata
| 12 settembre 2004 1ª giornata | Cremonese | 2 – 1 | Pistoiese |  |

| 19 settembre 2004 2ª giornata | Pistoiese | 3 – 0 | Prato |  |

| 26 settembre 2004 3ª giornata | Pistoiese | 1 – 0 | Grosseto |  |

| 3 ottobre 2004 4ª giornata | Pro Patria | 1 – 0 | Pistoiese |  |

| 10 ottobre 2004 5ª giornata | Pistoiese | 2 – 1 | Lumezzane |  |

| 17 ottobre 2004 6ª giornata | Spezia | 1 – 0 | Pistoiese |  |

| 24 ottobre 2004 7ª giornata | Pistoiese | 2 – 1 | Pisa |  |

| 31 ottobre 2004 8ª giornata | Sangiovannese | 3 – 0 | Pistoiese |  |

| 7 novembre 2004 9ª giornata | Pistoiese | 0 – 0 | Mantova |  |

| 14 novembre 2004 10ª giornata | Vittoria | 0 – 0 | Pistoiese |  |

| 21 novembre 2004 11ª giornata | Pistoiese | 0 – 0 | Torres |  |

| 28 novembre 2004 12ª giornata |  | – Turno di riposo |  |  |

| 5 dicembre 2004 13ª giornata | Fidelis Andria | 0 – 0 | Pistoiese |  |

| 8 dicembre 2004 14ª giornata | Pistoiese | 1 – 0 | Pavia |  |

| 12 dicembre 2004 15ª giornata | Acireale | 0 – 1 | Pistoiese |  |

| 19 dicembre 2004 16ª giornata | Pistoiese | 2 – 1 | Lucchese |  |

| 6 gennaio 2005 17ª giornata | Frosinone | 1 – 0 | Pistoiese |  |

| 9 gennaio 2005 18ª giornata | Pistoiese | 2 – 2 | Como |  |

| 16 gennaio 2005 19ª giornata | Novara | 1 – 0 | Pistoiese |  |

#### Girone di ritorno
| 23 gennaio 2005 20ª giornata | Pistoiese | 2 – 0 | Cremonese |  |

| 30 gennaio 2005 21ª giornata | Prato | 1 – 1 | Pistoiese |  |

| 6 febbraio 2005 22ª giornata | Grosseto | 1 – 0 | Pistoiese |  |

| 13 febbraio 2005 23ª giornata | Pistoiese | 1 – 0 | Pro Patria |  |

| 16 febbraio 2005 24ª giornata | Lumezzane | 1 – 1 | Pistoiese |  |

| 20 febbraio 2005 25ª giornata | Pistoiese | 2 – 1 | Spezia |  |

| 27 febbraio 2005 26ª giornata | Pisa | 0 – 0 | Pistoiese |  |

| 6 marzo 2005 27ª giornata | Pistoiese | 2 – 1 | Sangiovannese |  |

| 13 marzo 2005 28ª giornata | Mantova | 2 – 1 | Pistoiese |  |

| 20 marzo 2005 29ª giornata | Pistoiese | 2 – 0 | Vittoria |  |

| 26 marzo 2005 30ª giornata | Torres | 0 – 2 | Pistoiese |  |

| 20 aprile 2005 31ª giornata |  | – Turno di riposo |  |  |

| 6 aprile 2005 32ª giornata | Pistoiese | 4 – 1 | Fidelis Andria |  |

| 10 aprile 2005 33ª giornata | Pavia | 2 – 4 | Pistoiese |  |

| 17 aprile 2005 34ª giornata | Pistoiese | 2 – 2 | Acireale |  |

| 24 aprile 2005 35ª giornata | Lucchese | 0 – 0 | Pistoiese |  |

| 1º maggio 2005 36ª giornata | Pistoiese | 1 – 2 | Frosinone |  |

| 8 maggio 2005 37ª giornata | Como | 1 – 1 | Pistoiese |  |

| 15 maggio 2005 38ª giornata | Pistoiese | 1 – 2 | Novara |  |